# 镰羽黔蕨
镰羽黔蕨（学名：Phanerophlebiopsis falcata）为鳞毛蕨科黔蕨属下的一个种。

## 扩展阅读
- 維基物種上的相關：镰羽黔蕨